# Pingo-d'Água
Pingo-d'Água é um município brasileiro no interior do estado de Minas Gerais, Região Sudeste do país. Localiza-se no Vale do Rio Doce e pertence ao colar metropolitano do Vale do Aço, estando situado a cerca de 290 km a leste da capital do estado. Ocupa uma área de 66,57 km², sendo que 0,4 km² estão em perímetro urbano, e sua população em 2018 era de 4 894 habitantes.
Há registros de estadia na região da cidade que remontam ao final do século XVIII, porém o município foi emancipado somente em 1995. Seu território abrange remanescentes importantes de Mata Atlântica e lagoas, que ajudam a compor a zona de amortecimento do Parque Estadual do Rio Doce (PERD), tido como a maior reserva do bioma em Minas Gerais e um dos maiores sistemas lacustres do mundo. Tem como principais fontes de renda a agropecuária, o comércio e a prestação de serviços.
Dentre as áreas de lazer, estão os espaços esportivos, a praça de alimentação e um Centro de Eventos que sedia festas diversas. Também se destacam marcos como a Ponte Queimada, que preserva características originais da década de 1930, a Cachoeira da Fumaça e o Iate Clube Tiririca, que possui lagoa natural (Lagoa Tiririca), chalés, playground e área de acampamento. As manifestações culturais da cidade envolvem formas de expressão como a capoeira, teatro e artesanato.

## História
Apesar da emancipação relativamente recente, há resquícios de estadia na região da cidade que remontam ao final do século XVIII. Nessa época foi aberta a Estrada do Degredo, que cruzava o atual território municipal, ligando a Estrada Real em Ouro Preto ao presídio de Cuité, atual Conselheiro Pena, como um atalho alternativo ao trajeto do rio Doce.
O atual município de Pingo-d'Água foi criado inicialmente como distrito pertencente a Córrego Novo, mediante a lei municipal nº 459, de 22 de junho de 1994. A emancipação foi decretada pela lei estadual nº 12.030, de 21 de dezembro de 1995, instalando-se a 1 de janeiro de 1997.

## Geografia
A área do município, segundo o Instituto Brasileiro de Geografia e Estatística (IBGE), é de 66,570 km², sendo que 0,3682 km² constituem a zona urbana. Situa-se a 19º43'39" de latitude sul e 42°24'29" de longitude oeste e está a uma distância de 289 quilômetros a leste da capital mineira, fazendo parte do colar metropolitano do Vale do Aço juntamente com outras 23 cidades (além dos quatro municípios principais). Seus municípios limítrofes são Bom Jesus do Galho a norte e leste, Córrego Novo a sul e Dionísio e Marliéria a oeste.
De acordo com a divisão regional vigente desde 2017, instituída pelo IBGE, o município pertence às Regiões Geográficas Intermediária e Imediata de Ipatinga. Até então, com a vigência das divisões em microrregiões e mesorregiões, fazia parte da microrregião de Caratinga, que por sua vez estava incluída na mesorregião do Vale do Rio Doce.

### Relevo e meio ambiente

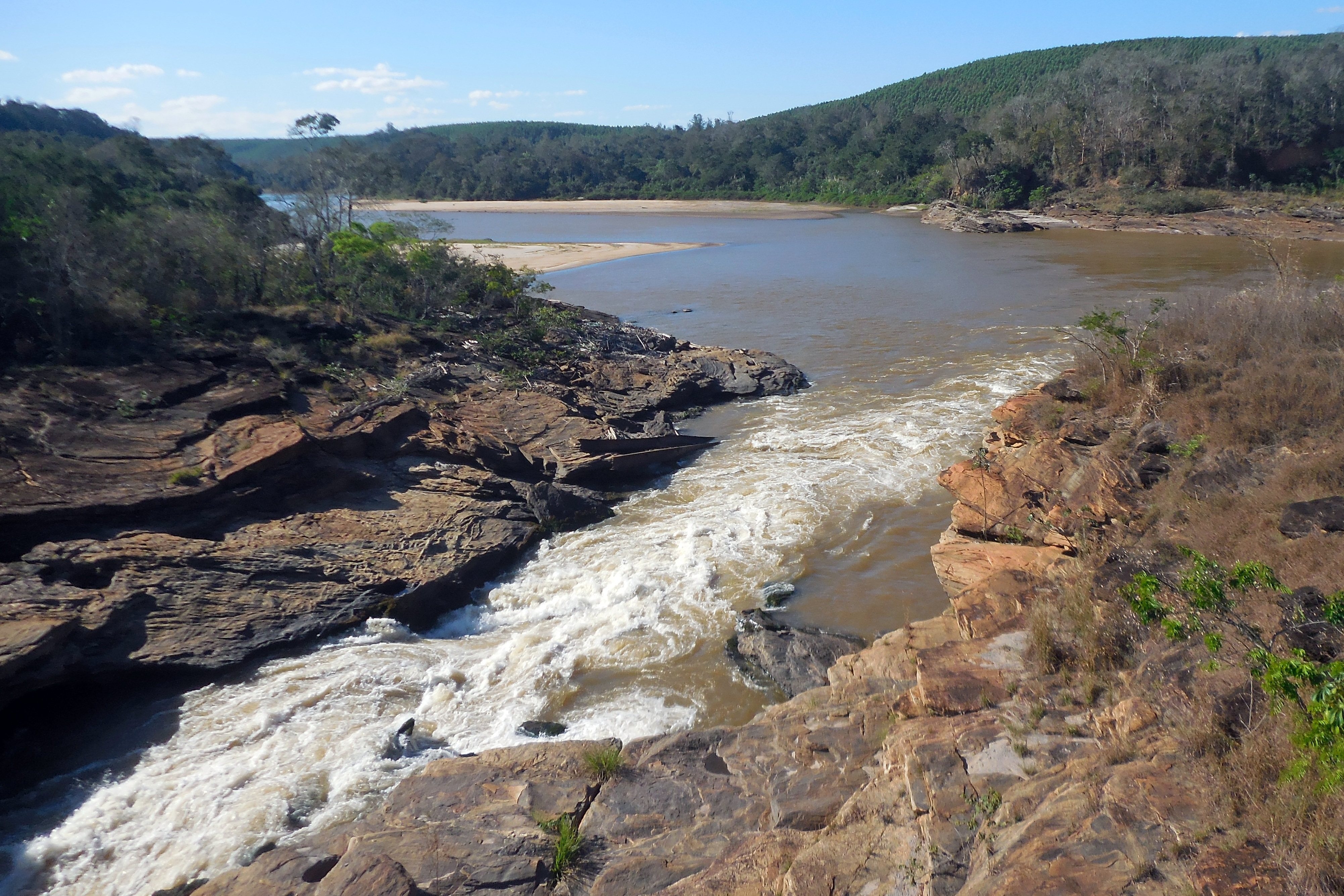
Rio Doce na divisa com Marliéria, visto da Ponte Queimada.

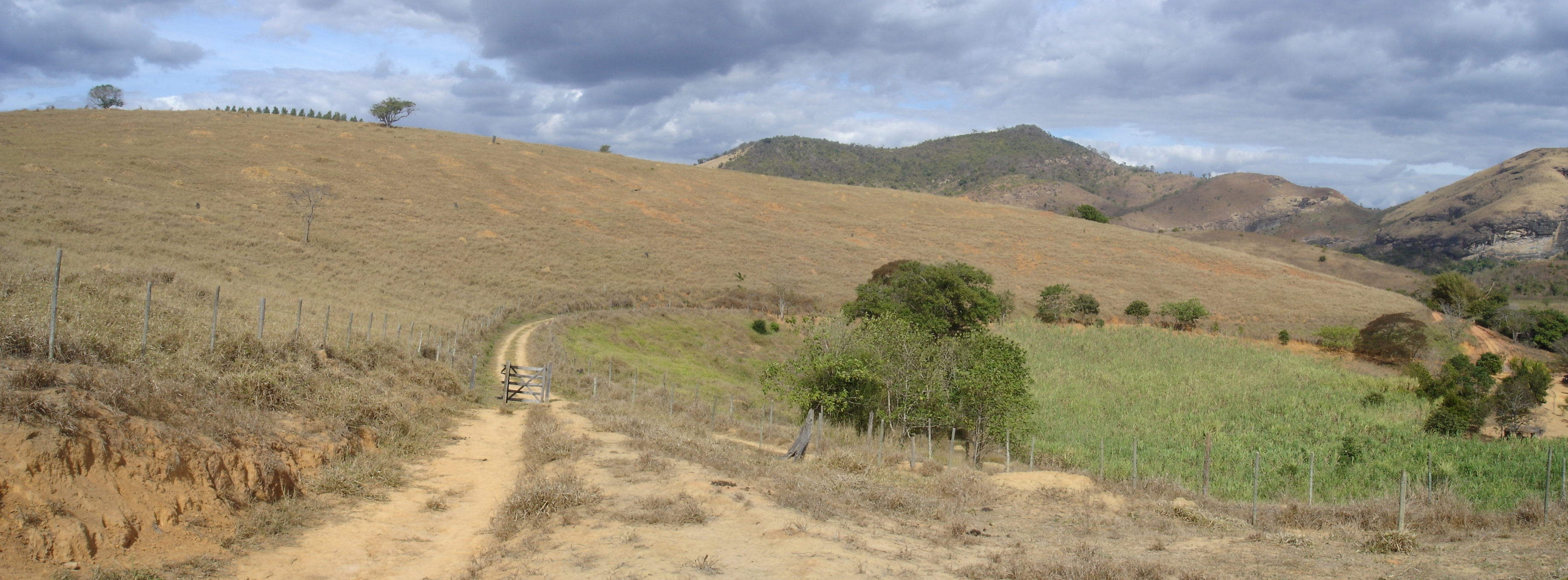
Pastagens em relevo ondulado no município

O relevo é predominantemente ondulado e os principais cursos hidrográficos que banham o município são os ribeirões Sacramento e dos Óculos, o córrego Monte Alegre e o rio Doce. O ribeirão Sacramento passa próximo à zona urbana antes de encontrar sua foz no rio Doce, na divisa com Bom Jesus do Galho. O território municipal também abrange lagoas integrantes do complexo do Parque Estadual do Rio Doce (PERD), que constitui um dos maiores sistemas lacustres do mundo. Um total de 2 836 hectares de Pingo-d'Água — o equivalente a cerca de 42% da área municipal — é abrangido pela chamada zona de amortecimento do PERD, tido como a maior reserva de Mata Atlântica de Minas Gerais, porém somente 452 hectares do município (ou 6,8% da área total) correspondem a reservas remanescentes.
Pingo-d'Água conta com uma área de proteção ambiental (APA) destinada a preservar os remanescentes de Mata Atlântica, que envolvem áreas classificadas como de "Importância Biológica Muito Alta", com fauna e flora diversificada e registros de espécies de primatas e aves ameaçadas. A APA municipal, aliada a áreas de preservação nos municípios vizinhos, constitui um corredor ecológico até o Parque Estadual do Rio Doce. Embora faça limites com a área delimitada do parque e integre sua extensão de influência, há uma notável presença do reflorestamento com eucalipto destinado a atender às indústrias do Vale do Aço, mesmo nas zonas de amortecimento, englobando 300 hectares.

### Clima
O clima pingodaguense é caracterizado, segundo o IBGE, como tropical quente semiúmido (tipo Aw segundo Köppen), com diminuição de chuvas no inverno e temperatura média anual em torno dos 24 °C, tendo invernos secos e amenos (raramente frios) e verões chuvosos com temperaturas altas. O mês mais quente, fevereiro, tem temperatura média de 26 °C, sendo a média máxima de 32 °C e a mínima de 21 °C. E o mês mais frio, julho, possui média de 20 °C, sendo 27 °C e 14 °C as médias máxima e mínima, respectivamente. Outono e primavera são estações de transição. O índice pluviométrico é de aproximadamente 1 129 mm, sendo julho o mês mais seco e janeiro o mais chuvoso. De acordo com o Instituto Nacional de Pesquisas Espaciais (INPE), Pingo-d'Água é o 518º colocado no ranking de ocorrências de descargas elétricas no estado de Minas Gerais, com uma média anual de 3,1336 raios por quilômetro quadrado.
| Dados climatológicos para Pingo-d'Água | Dados climatológicos para Pingo-d'Água | Dados climatológicos para Pingo-d'Água | Dados climatológicos para Pingo-d'Água | Dados climatológicos para Pingo-d'Água | Dados climatológicos para Pingo-d'Água | Dados climatológicos para Pingo-d'Água | Dados climatológicos para Pingo-d'Água | Dados climatológicos para Pingo-d'Água | Dados climatológicos para Pingo-d'Água | Dados climatológicos para Pingo-d'Água | Dados climatológicos para Pingo-d'Água | Dados climatológicos para Pingo-d'Água | Dados climatológicos para Pingo-d'Água |
| Mês                                    | Jan                                    | Fev                                    | Mar                                    | Abr                                    | Mai                                    | Jun                                    | Jul                                    | Ago                                    | Set                                    | Out                                    | Nov                                    | Dez                                    | Ano                                    |
| -------------------------------------- | -------------------------------------- | -------------------------------------- | -------------------------------------- | -------------------------------------- | -------------------------------------- | -------------------------------------- | -------------------------------------- | -------------------------------------- | -------------------------------------- | -------------------------------------- | -------------------------------------- | -------------------------------------- | -------------------------------------- |
| Temperatura máxima média (°C)          | 31,8                                   | 32,3                                   | 31                                     | 29,8                                   | 28,2                                   | 27,3                                   | 27,4                                   | 28,8                                   | 29,1                                   | 29,9                                   | 30,1                                   | 30,2                                   | 29,6                                   |
| Temperatura média (°C)                 | 26,1                                   | 26,4                                   | 25,4                                   | 23,9                                   | 21,9                                   | 20,5                                   | 20,4                                   | 21,7                                   | 23                                     | 24,3                                   | 24,8                                   | 24,9                                   | 23,6                                   |
| Temperatura mínima média (°C)          | 20,4                                   | 20,5                                   | 19,8                                   | 18                                     | 15,7                                   | 13,7                                   | 13,5                                   | 14,6                                   | 16,9                                   | 18,8                                   | 19,6                                   | 19,7                                   | 17,6                                   |
| Precipitação (mm)                      | 212                                    | 111                                    | 124                                    | 65                                     | 30                                     | 16                                     | 12                                     | 16                                     | 37                                     | 101                                    | 197                                    | 208                                    | 1 129                                  |
| Fonte: Climate-Data.org                |                                        |                                        |                                        |                                        |                                        |                                        |                                        |                                        |                                        |                                        |                                        |                                        |                                        |

## Demografia
Em 2010, a população do município foi contada pelo Instituto Brasileiro de Geografia e Estatística (IBGE) em 4 420 habitantes. Segundo o censo daquele ano, 2 199 habitantes eram homens e 2 221 habitantes mulheres. Ainda segundo o mesmo censo, 4 035 habitantes viviam na zona urbana e 385 na zona rural. Já segundo estatísticas divulgadas em 2018, a população municipal era de 4 894 habitantes. Da população total em 2010, 1 174 habitantes (26,56%) tinham menos de 15 anos de idade, 2 913 habitantes (65,90%) tinham de 15 a 64 anos e 333 pessoas (7,53%) possuíam mais de 65 anos, sendo que a esperança de vida ao nascer era de 69,6 anos e a taxa de fecundidade total por mulher era de 2,2.
Segundo o censo do IBGE de 2010, 3% das crianças de 10 a 13 anos trabalhavam no município, sendo 3,9% dos meninos dessa faixa etária e 1,9% das meninas. Na faixa entre 14 e 15 anos a porcentagem sobe para 7,9%. Os setores que mais empregam esses grupos de idade são a agropecuária e o comércio. Dentre os equipamentos e serviços sociais existentes, cabe ressaltar a Pastoral da Criança, o Conselho Tutelar e o Centro de Referência de Assistência Social (CRAS), além das escolas e igrejas católica e evangélica em geral. São realizados programas como o Projovem e o Programa de Erradicação do Trabalho Infantil (PETI).

Avenida principal no Centro de Pingo-d'Água e Igreja São Sebastião em segundo plano

Em 2010, a população pingodaguense era composta por 786 brancos (17,78%), 421 negros (9,52%), 38 amarelos (0,86%), 3 174 pardos (71,81%) e um indígena (0,02%). Considerando-se a região de nascimento, 4 339 eram nascidos no Sudeste (98,16%), 27 no Nordeste (0,62%), 25 no Sul (0,57%), nove no Centro-Oeste (0,2%) e seis no Norte (0,15%). 4 268 habitantes eram naturais do estado de Minas Gerais (96,56%) e, desse total, 2 180 eram nascidos em Pingo-d'Água (49,33%). Entre os 152 naturais de outras unidades da federação, São Paulo era o estado com maior presença, com 40 pessoas (0,91%), seguido pelo Rio de Janeiro, com 17 residentes (0,38%), e pelo Paraná, com onze residentes no município (0,35%).
O Índice de Desenvolvimento Humano Municipal (IDH-M) de Pingo-d'Água é considerado médio pelo Programa das Nações Unidas para o Desenvolvimento (PNUD), sendo que seu valor é de 0,619 (o 3721º maior do Brasil). Considerando-se apenas o índice de educação o valor é de 0,529, o valor do índice de longevidade é de 0,744 e o de renda é de 0,603. De 2000 a 2010, a proporção de pessoas com renda domiciliar per capita de até meio salário mínimo reduziu em 48,9% e em 2010, 75,7% da população vivia acima da linha de pobreza, 19,2% encontrava-se na linha da pobreza e 5,1% estava abaixo e o coeficiente de Gini, que mede a desigualdade social, era de 0,441, sendo que 1,00 é o pior número e 0,00 é o melhor. A participação dos 20% da população mais rica da cidade no rendimento total municipal era de 49,5%, ou seja, 8,9 vezes superior à dos 20% mais pobres, que era de 5,5%.
De acordo com dados do censo de 2010 realizado pelo IBGE, a população de Pingo-d'Água está composta por: 2 792 católicos (63,16%), 1 221 evangélicos (27,61%), 33 Testemunhas de Jeová (0,74%), seis espíritas (0,13%), 366 pessoas sem religião (8,28%) e os quatro restantes (0,08%) tinham religiosidade indefinida. A cidade sedia a comunidade São Sebastião, que é representada pela Igreja São Sebastião e faz parte da Paróquia Santa Ifigênia, sediada em Córrego Novo e subordinada à Diocese de Caratinga.

## Política e administração

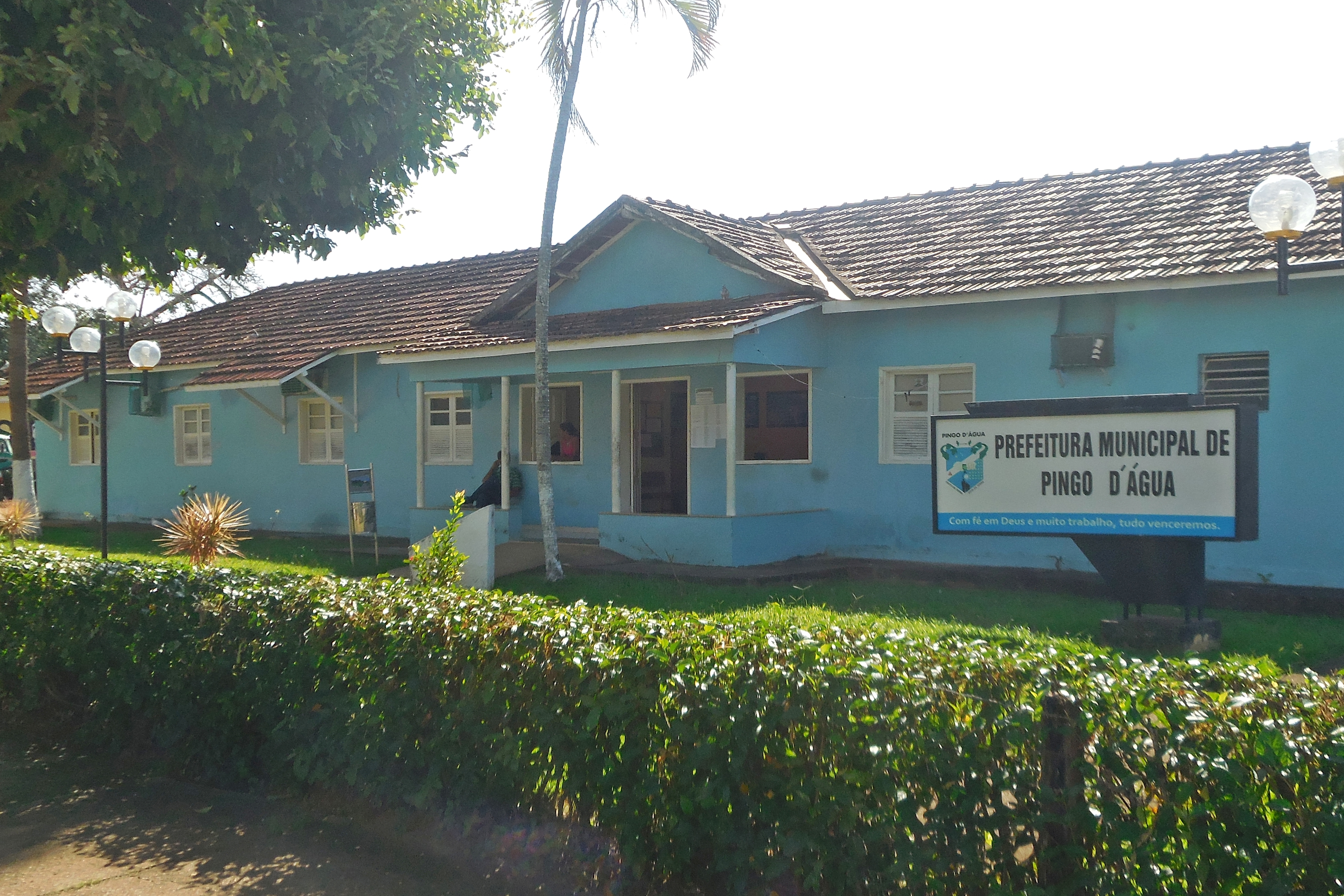
Prefeitura de Pingo-d'Água

A administração municipal se dá pelos Poderes Executivo e Legislativo. O Executivo é exercido pelo prefeito, auxiliado pelo seu gabinete de secretários. O atual prefeito é Artur Carlos da Silva, do Partido Democrático Trabalhista (PDT), que foi eleito nas eleições municipais de 2016 com 74,60% dos votos válidos, ao lado de Vadico Fragoso como vice-prefeito. O Poder Legislativo, por sua vez, é constituído pela câmara municipal, composta por nove vereadores. Cabe à casa elaborar e votar leis fundamentais à administração e ao Executivo, especialmente o orçamento participativo (Lei de Diretrizes Orçamentárias).
Em complementação ao processo Legislativo e ao trabalho das secretarias, existem também conselhos municipais em atividade, entre os quais dos direitos da criança e do adolescente (criado em 2003) e tutelar (2009). Pingo-d'Água se rege por sua lei orgânica, que foi promulgada em 20 de setembro de 1997, e é termo da Comarca de Caratinga, do Poder Judiciário estadual, de entrância especial, juntamente com os municípios de Bom Jesus do Galho, Córrego Novo, Entre Folhas, Imbé de Minas, Piedade de Caratinga, Santa Bárbara do Leste, Santa Rita de Minas, Ubaporanga e Vargem Alegre. O município possuía, em junho de 2018, 4 155 eleitores, de acordo com o Tribunal Superior Eleitoral (TSE), o que representa 0,027% do eleitorado mineiro.

## Economia

Gado bovino em Pingo-d'Água

No Produto Interno Bruto (PIB) de Pingo-d'Água, destacam-se as áreas da agropecuária e de prestação de serviços. De acordo com dados do IBGE, relativos a 2016, o PIB do município era de R$ 37 471,27 mil. 1 053,39 mil eram de impostos sobre produtos líquidos de subsídios a preços correntes e o PIB per capita era de R$ 7 754,81. Em 2010, 57% da população maior de 18 anos era economicamente ativa, enquanto que a taxa de desocupação era de 8,9%. Cabe ressaltar, no entanto, que uma considerável parte da população se desloca a outro município para trabalhar, dada a proximidade dos complexos industriais situados nos municípios da Região Metropolitana do Vale do Aço. Dentre a população pingodaguense que trabalha em outro município, 26,7% é empregada em Ipatinga, 5,9% em Timóteo e 52% em outras cidades do colar metropolitano.
Em 2016, salários juntamente com outras remunerações somavam 8 433,00 mil reais e o salário médio mensal de todo município era de 1,3 salários mínimos. Havia 67 unidades locais e 66 empresas atuantes. Segundo o IBGE, 83,48% das residências sobreviviam com menos de salário mínimo mensal por morador (1 086 domicílios), 12,69% sobreviviam com entre um e três salários mínimos para cada pessoa (165 domicílios), 0,77% recebiam entre três e cinco salários (dez domicílios), 0,38% tinham rendimento mensal acima de cinco salários mínimos (cinco domicílios) e 2,69% não tinham rendimento (35 domicílios).

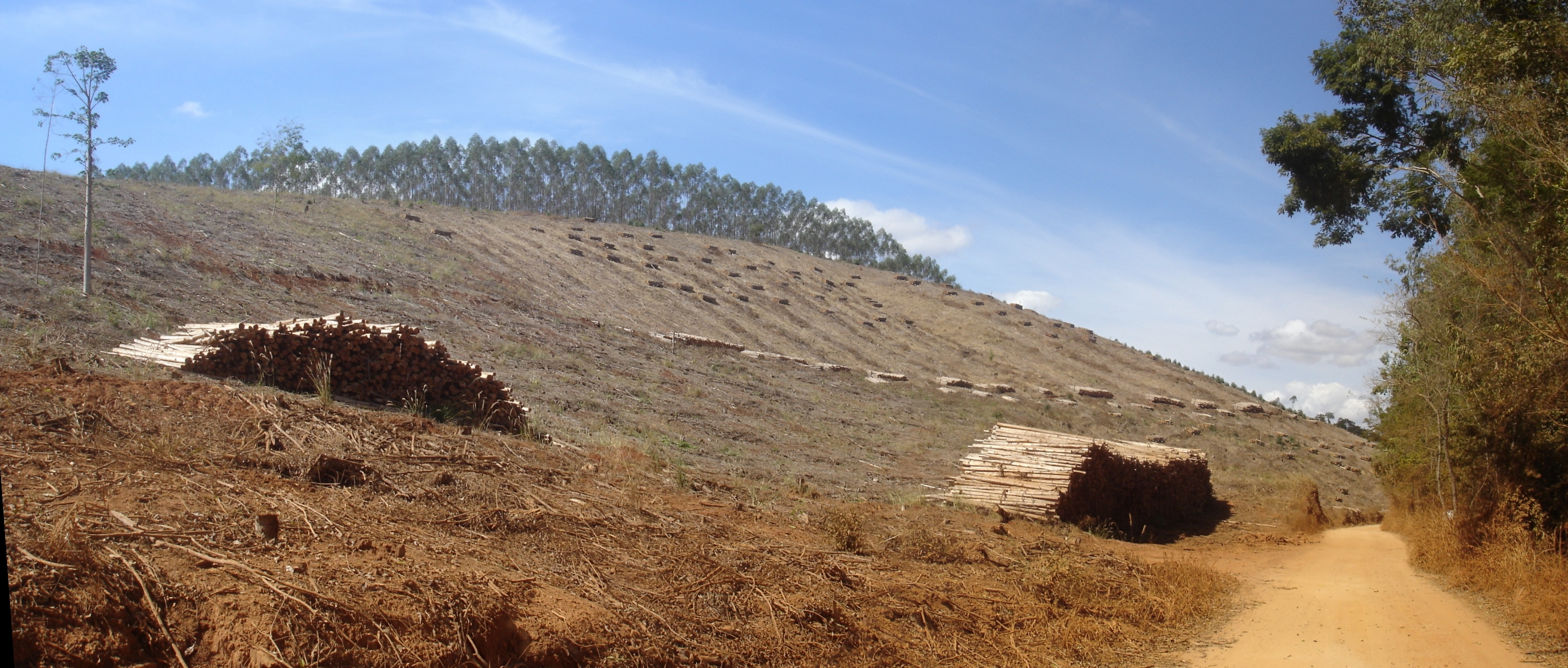
Eucalipto em toras após o processo de derrubada no município

A pecuária e a agricultura acrescentavam 2 338,96 mil reais na economia de Pingo-d'Água em 2016, enquanto que em 2010, 42,23% da população economicamente ativa do município estava ocupada no setor. Segundo o IBGE, em 2016 o município possuía um rebanho de 1 600 bovinos,  210 suínos, 180 equinos, 35 caprinos e 950 aves, entre estas 310 galinhas e 50 codornas. Neste mesmo ano, a cidade produziu 450 mil litros de leite de 380 vacas, mil dúzias de ovos de codorna e 13 542 quilos de mel de abelha. Na lavoura temporária, são produzidos principalmente o milho (672 toneladas produzidas e 160 hectares cultivados), o feijão (44 toneladas produzidas e 60 hectares cultivados), o arroz (53 toneladas e dez hectares) e a mandioca (180 toneladas e dez hectares). Já na lavoura permanente, destaca-se a tangerina.
A indústria, em 2016, era o setor menos relevante para a economia do município. 1 770,18 mil reais do PIB municipal eram do valor adicionado bruto do setor secundário, que empregava 4,36% dos trabalhadores de Pingo-d'Água em 2010. Todo esse valor corresponde à indústria de transformação, destacando-se também a extração de eucalipto para suprir à demanda das siderúrgicas da Região Metropolitana do Vale do Aço, em especial da Cenibra. Em 2016, de acordo com o IBGE, os plantios de eucalipto resultaram em 47 026 metros cúbicos de madeira em tora, sendo 100% desse total destinado à produção de papel e celulose.
Em compensação, a cidade recebe investimentos e atividades educativas promovidos pela iniciativa privada com foco em sua atuação social. A Cenibra, por intermédio do Instituto Cenibra, realiza visitas guiadas a estudantes da rede pública nas plantações de eucalipto, aulas temáticas nas escolas e cursos de capacitação à comunidade. Também em 2010, 8,29% da população ocupada estava empregada no setor de construção, 2,23% nos setores de utilidade pública, 11,72% no comércio e 30,58% no setor de serviços e em 2016, 11 198,81 mil reais do PIB municipal eram do valor adicionado bruto do setor de serviços e 21 109,92 mil reais do valor adicionado da administração pública.

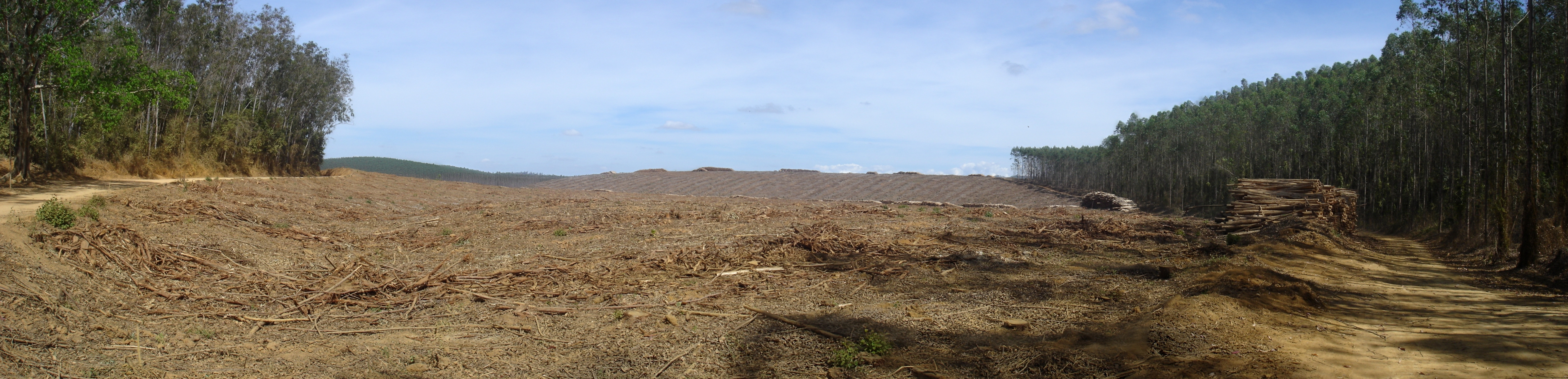
Derrubada do eucalipto em meio a áreas de cultivo em Pingo-d'Água

## Infraestrutura

### Saúde e educação

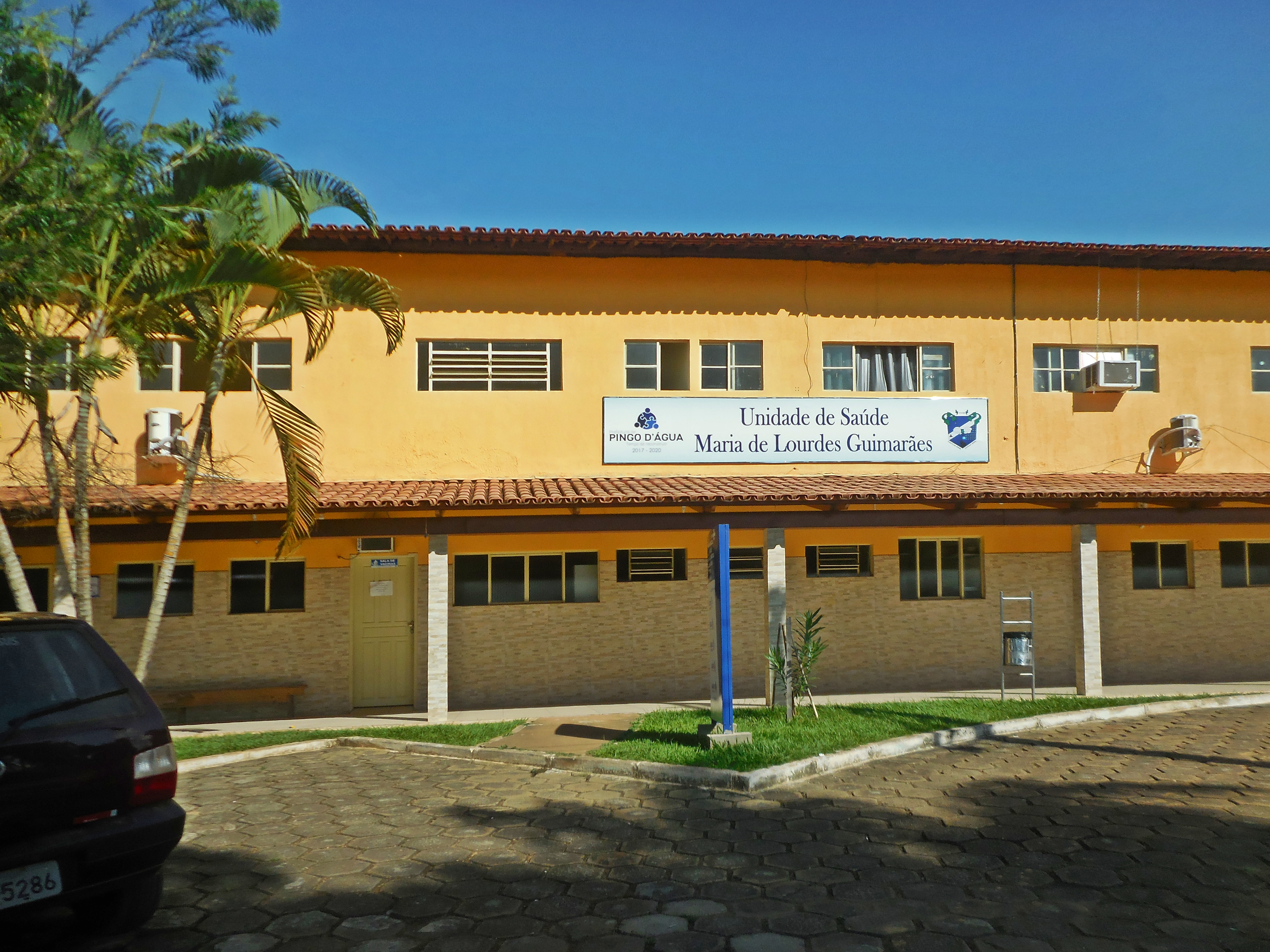
Unidade de Saúde Maria de Lourdes Guimarães

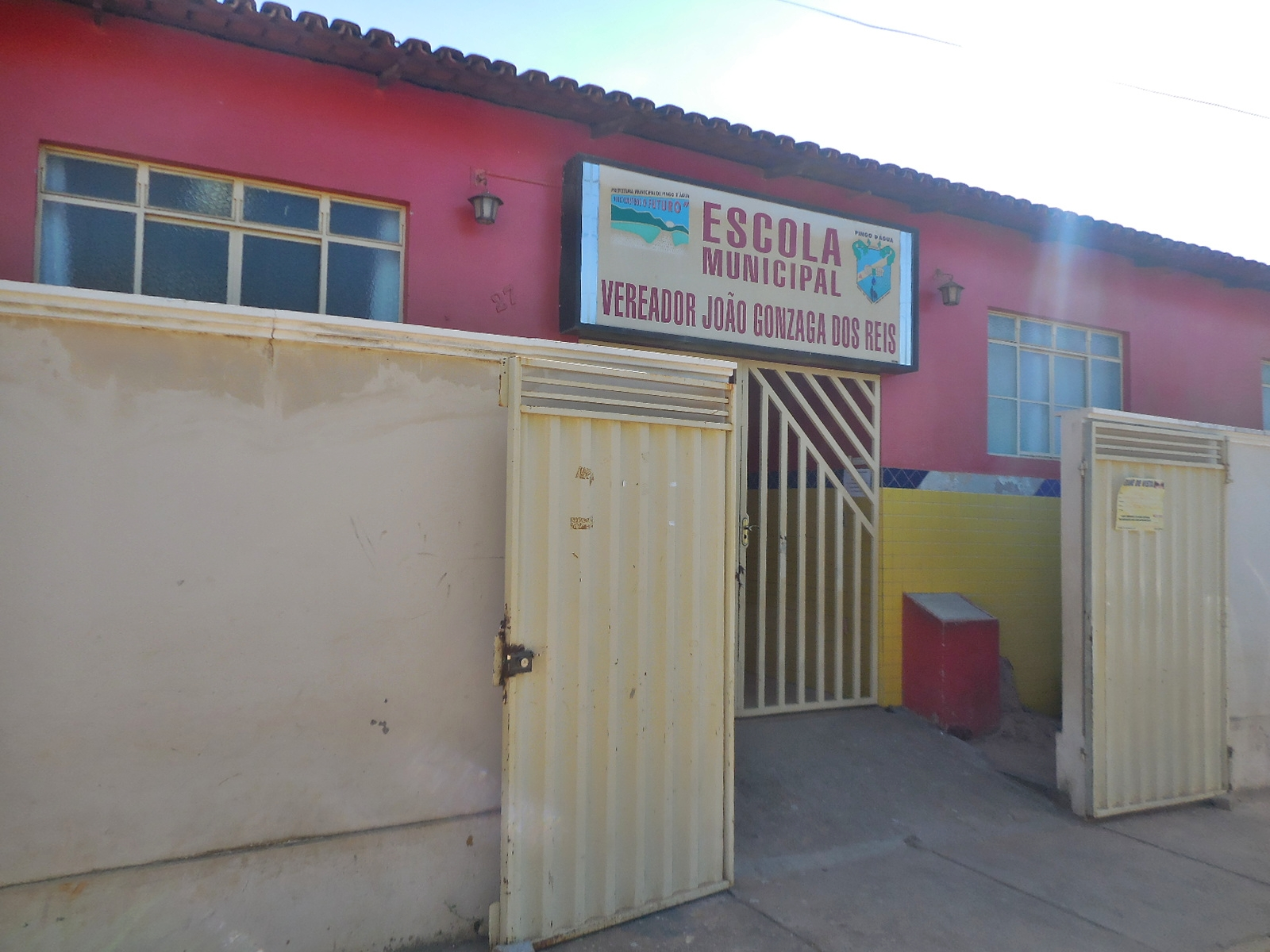
Entrada da Escola Municipal Vereador João Gonzaga dos Reis

Em 2009, o município possuía dois estabelecimentos de saúde, sendo ambos públicos municipais e integrantes do Sistema Único de Saúde (SUS). Na cidade é fornecido o atendimento básico, enquanto que os casos mais graves são encaminhados para outros municípios. Em 2010, 3,16% das mulheres de 10 a 17 anos tiveram filhos. Foram registrados 60 nascidos vivos em 2015, sendo que o índice de mortalidade infantil neste ano foi nulo. Em 2014, 97% das crianças menores de 1 ano de idade estavam com a carteira de vacinação em dia e 93,7% das crianças foram pesadas pelo Programa Saúde da Família, sendo que nenhuma delas apresentava desnutrição.
Na área da educação, o Índice de Desenvolvimento da Educação Básica (IDEB) médio entre as escolas públicas de Pingo-d'Água era, no ano de 2015, de 5,75 (numa escala de avaliação que vai de nota 1 à 10), sendo que a nota obtida por alunos do 5º ano foi de 6,5 (a 182ª maior de Minas Gerais) e do 9º ano foi de 5 (191ª colocada no estado); o valor das escolas públicas de todo o Brasil era de 4,75. Em 2010, 2,11% das crianças com faixa etária entre seis e 14 anos não estavam cursando o ensino fundamental. A taxa de conclusão, entre jovens de 15 a 17 anos, era de 53,8% e o percentual de alfabetização de jovens e adolescentes entre 15 e 24 anos era de 97,7%. Em 2016, a distorção idade-série entre alunos do ensino fundamental, ou seja, com idade superior à recomendada, era de 2,7% para os anos iniciais e 16,4% nos anos finais e, no ensino médio, a defasagem chegava a 17,8%. Dentre os habitantes de 25 anos ou mais, em 2010, 23,48% tinham completado o ensino fundamental, 15,76% o ensino médio e 3,66% o ensino superior, sendo que a população tinha em média 9,29 anos esperados de estudo.
Em 2010, de acordo com dados da amostra do censo demográfico, da população total, 1 188 habitantes frequentavam creches e/ou escolas. Desse total, 35 frequentavam creches, 132 estavam no ensino pré-escolar, 136 na classe de alfabetização, 616 no ensino fundamental, 181 no ensino médio, 23 na educação de jovens e adultos do ensino fundamental, 20 na educação de jovens e adultos do ensino médio, 42 no ensino superior e três na especialização de nível superior. 3 232 pessoas não frequentavam unidades escolares, sendo que 574 nunca haviam frequentado e 2 658 haviam frequentado alguma vez. O município contava, em 2015, com 1 039 matrículas nas instituições de educação infantil e ensinos fundamental e médio da cidade e dentre as duas escolas que ofereciam ensino fundamental, uma pertencia à rede pública municipal e uma à rede estadual. A instituição que fornecia o ensino médio, por sua vez, pertence à rede pública estadual. Ocasionalmente também são realizados cursos de capacitação profissional gratuitos oferecidos pela iniciativa privada.
| Ensino pré-escolar | 142 | 8  | 1 |
| Ensino fundamental | 745 | 40 | 2 |
| Ensino médio       | 152 | 15 | 1 |

### Habitação e serviços básicos

Canteiro central da avenida principal da cidade

No ano de 2010, a cidade tinha 1 301 domicílios particulares permanentes. Desse total, 1 285 eram casas, 15 eram apartamentos e um era habitação em casa de cômodos ou cortiços. Do total de domicílios, 892 são imóveis próprios (870 já quitados e 22 em aquisição), 227 foram alugados, 107 foram cedidos (18 cedidos por empregador e 89 cedidos de outra forma) e 75 foram ocupados sob outra condição. Apesar da existência de bairros relativamente recentes, a maioria das vias da cidade é pavimentada.
Em 2010, 1 164 domicílios eram atendidos pela rede geral de abastecimento de água (89,46% do total), enquanto que em 134 (10,2% deles) a água consumida era extraída de poços ou nascentes. Nos demais, o fornecimento era oriundo diretamente de cursos hídricos ou caminhões-pipa. Desde 1997, o abastecimento na cidade é de responsabilidade da Companhia de Saneamento de Minas Gerais (Copasa), que capta a água do ribeirão Sacramento e a encaminha a uma estação de tratamento de água convencional, sendo então distribuída às habitações por meio de mais de 10 mil metros de redes de distribuição. No entanto, o mesmo leito que abastece o município também recebe o esgoto produzido sem tratamento.
Também em 2010, 1 297 domicílios (99,69% do total) possuíam banheiros para uso exclusivo das residências; 1 194 (91,77% deles) eram atendidos pelo serviço de coleta de lixo; e 1 281 (98,46%) possuíam abastecimento de energia elétrica. Os resíduos coletados no município são encaminhados à usina de triagem e compostagem da cidade, sendo que uma média de 1,6 tonelada de lixo ao dia era produzida em Pingo-d'Água em 2012. A responsável pelo serviço de abastecimento de energia elétrica no município é a Companhia Energética de Minas Gerais (Cemig). Segundo a empresa, em 2003 havia 1 061 consumidores e foram consumidos 1 744 362 KWh de energia.

### Comunicação e criminalidade

Aspecto da população no Centro de Pingo-d'Água

Em dados da Agência Nacional de Telecomunicações (Anatel), Pingo-d'Água possuía 20 orelhões em abril de 2018. O código de área (DDD) é 033 e o Código de Endereçamento Postal (CEP) da cidade vai de 35348-000 a 35349-999. No dia 10 de novembro de 2008, o município passou a ser servido pela portabilidade, juntamente com outros municípios com o mesmo DDD. A portabilidade é um serviço que possibilita a troca da operadora sem a necessidade de se trocar o número do aparelho. O serviço postal é atendido por uma agência da Empresa Brasileira de Correios e Telégrafos funcionando no Centro da cidade.
A Polícia Militar, uma força estadual, é a responsável pelo policiamento ostensivo das cidades, o patrulhamento bancário, ambiental, prisional, escolar e de eventos especiais, além de realizar ações de integração social. O município é atendido pelo Batalhão da Polícia Militar sediado em Caratinga. A cidade também é abrangida pela Delegacia Regional de Polícia Civil de Caratinga, responsável pelo combate e apuração de ocorrências de crimes e infrações. Em 2013, a Polícia Militar registrou um total de nove crimes violentos, sendo quatro homicídios consumados, três roubos e duas tentativas de homicídio. Em 2014, foram registrados três homicídios.

### Transportes
A frota municipal no ano de 2016 era de 869 veículos, sendo 391 automóveis, 33 caminhões, 119 caminhonetes, 53 caminhonetas, oito caminhonetas, três micro-ônibus, 346 motocicletas, sete motonetas, dez ônibus, um utilitário e 17 classificados como outros tipos de veículos. O principal acesso à cidade é feito por meio da LMG-759, possibilitando a conexão direta a Córrego Novo, Revés de Belém, à BR-458 e a outras estradas vicinais. A pavimentação da rodovia foi concluída em 2012. Um acesso alternativo até o Vale do Aço é por meio da estrada da Ponte Queimada, que também corta o Parque Estadual do Rio Doce e liga a cidade à LMG-760 e posteriormente a Timóteo, no entanto o trecho que intercede o parque não tem pavimentação.
Pingo-d'Água não possui linha municipal de ônibus, porém existem linhas intermunicipais. Na região metropolitana, há disponibilidade de transporte aéreo por meio do Aeroporto de Ipatinga, o qual possui rotas diárias com destino à Região Metropolitana de Belo Horizonte, além das paradas diárias do trem da Vale na Estrada de Ferro Vitória a Minas (EFVM), que interliga as regiões metropolitanas de Belo Horizonte e Vitória.

## Cultura

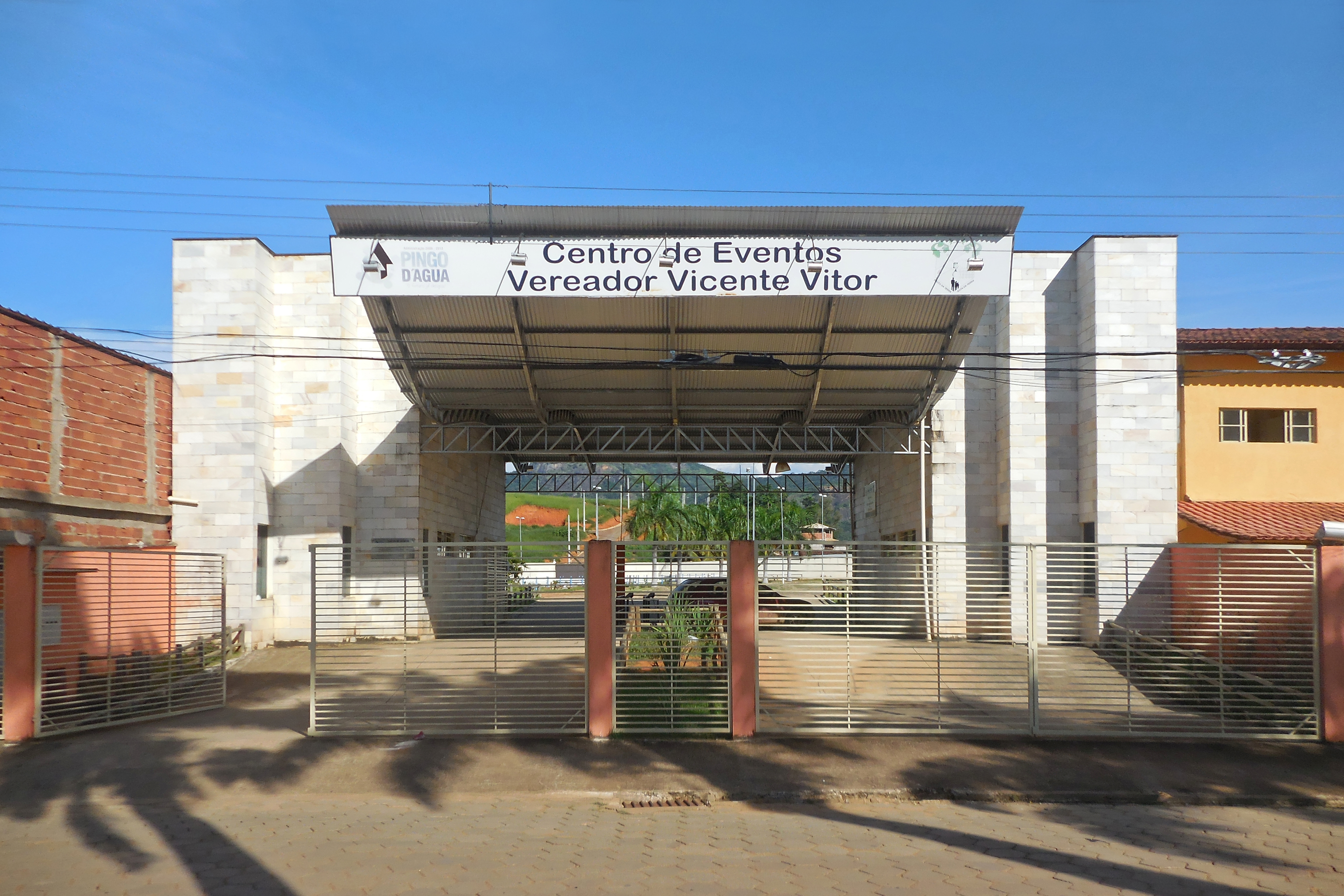
Centro de Eventos Vereador Vicente Vitor

Pingo-d'Água conta com um conselho municipal de preservação do patrimônio, que é paritário, de caráter consultivo, deliberativo, normativo e fiscalizador e que foi criado em 2010. O órgão gestor da cultura no município é uma secretaria municipal que atua em conjunto com outras políticas. Dentre os espaços culturais, destaca-se a existência de uma biblioteca mantida pelo poder público municipal, áreas esportivas, clubes e associações recreativas, segundo o IBGE em 2012. A cidade conta com campos de futebol, o Ginásio Poliesportivo Caburezão, que possui quadras cobertas, pistas para caminhada com arborização, praça de alimentação pública e um Centro de Eventos que sedia festas diversas.
Quanto ao futebol, historicamente se destacaram as equipes Saete (fundada em 1972), Flamenguinho (1974) e Juping (1979), principais participantes dos campeonatos amadores municipais. O Flamenguinho foi criado por jovens da Igreja Católica e mais tarde deu origem ao Juping, que se tornou conhecido por participar de torneios intermunicipais amadores locais, como o Campeonato Acesitano, de Timóteo, então reconhecido pela Federação Mineira de Futebol (FMF). A Rádio Educadora, de Coronel Fabriciano, foi a primeira a transmitir uma partida de futebol realizada em Pingo-d'Água, no jogo que terminou em empate entre Juping e Industrial (visitante) em 3 de agosto de 2003, válida pelo Campeonato Acesitano. Nesse dia o Juping precisou jogar com a camisa do rival Flamenguinho emprestada para se diferenciar das cores do Industrial.

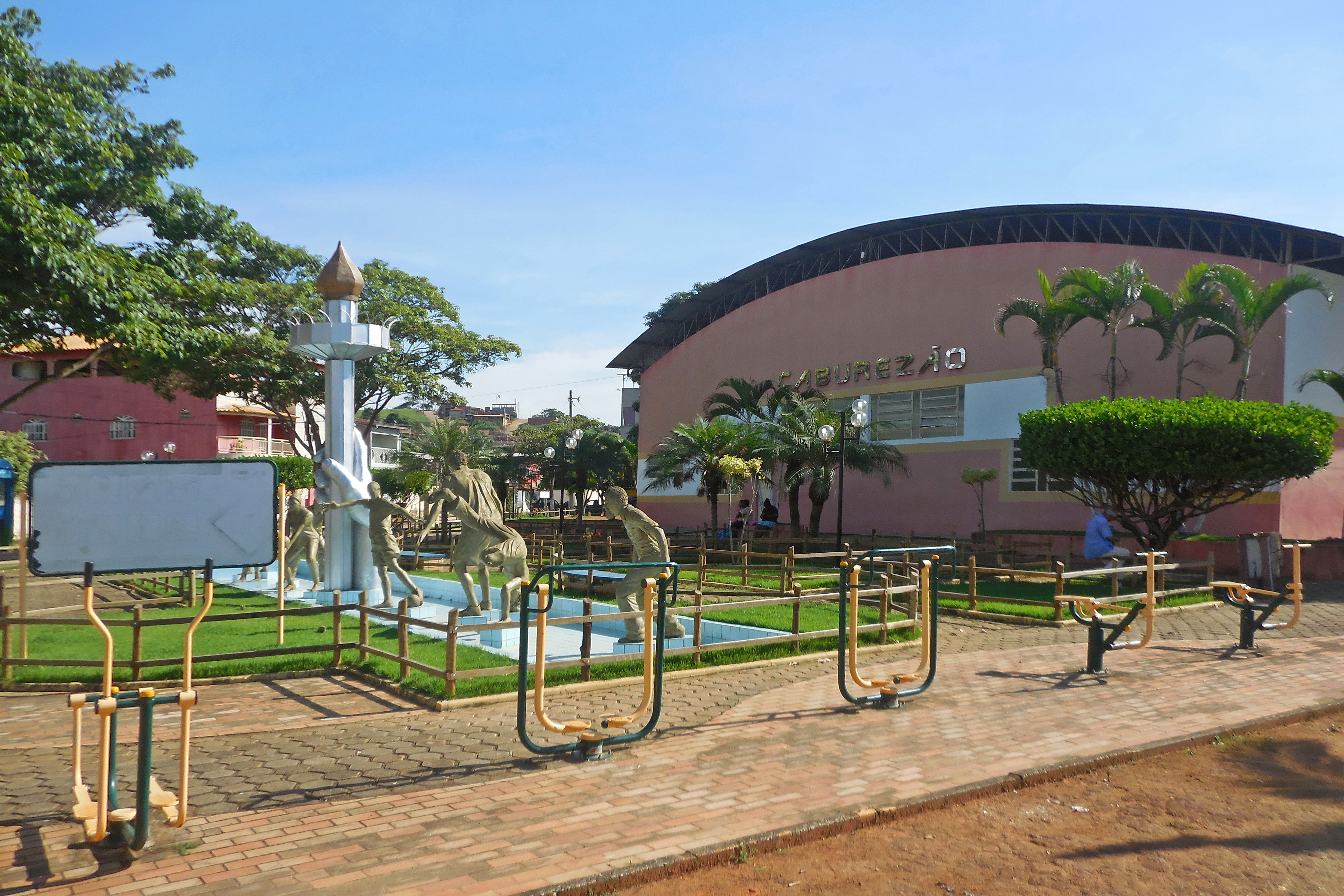
Ginásio Poliesportivo Caburezão

Há existência de equipes artísticas de teatro, grupos de manifestação tradicional popular, banda musical e grupo de capoeira de acordo com o IBGE em 2012. O município recebe reconhecimento no IEPHA por registro em âmbito federal de "Roda de Capoeira e/ou Ofício de Mestre da Capoeira". O artesanato também é uma das formas mais espontâneas da expressão cultural pingodaguense, sendo que, segundo o IBGE, a principal atividade artesanal desenvolvida é o bordado. Os investimentos da iniciativa privada envolvem, além de atividades temáticas nas escolas e cursos de capacitação à comunidade, o beneficiamento de projetos sociais esportivos e apresentações culturais abertas ao público.
Na divisa com o município de Marliéria está localizada a Ponte Queimada, que foi reconstruída na década de 1930 para escoar a produção de carvão e cujo nome reverencia um incêndio no local provocado por indígenas no passado, preservando suas características originais de vigamento de ferro e corpo em madeira. A ponte corta o rio Doce e constitui uma das entradas do Parque Estadual do Rio Doce. Em um trecho do ribeirão Sacramento, também na zona rural, encontra-se a Cachoeira da Fumaça, onde é possível se banhar e apreciar as corredeiras. Outro atrativo é o Iate Clube Tiririca, que conta com lagoa natural (Lagoa Tiririca) cercada por remanescente de Mata Atlântica, chalés, área de esportes, playground e área de acampamento, além de ser palco de eventos.